# Idholm (norr Vårdö, Åland)
Idholm är en ö i Åland (Finland). Den ligger i Skärgårdshavet och i kommunen Vårdö i landskapet Åland, i den sydvästra delen av landet. Ön ligger omkring 37 kilometer nordöst om Mariehamn och omkring 250 kilometer väster om Helsingfors.
Öns area är 31,7 hektar och dess största längd är 0,9 kilometer i nord-sydlig riktning. Ön höjer sig omkring 20 meter över havsytan.